# Quadrans
Les quadrans (qui signifient littéralement « un quart ») ou teruncius (« trois unciae ») étaient une monnaie romaine de faible valeur d'un quart d'as, émise en bronze puis en cuivre. 

## Quadrans moulé sous laRépublique romaine

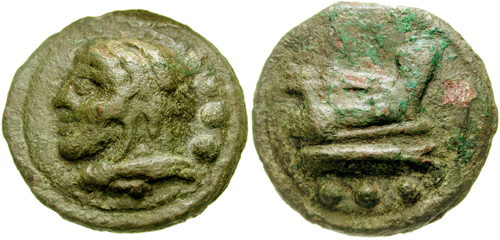
Quadrans moulé, vers 225-217 av. J.-C.

Dans la première moitié du IIIe siècle av. J.-C., les quadrans sont des sous-multiples de l'as romain, constitués de pièces en bronze moulées avec trois granulés représentant trois uncia comme marque de valeur. Le type d'avers, après quelques variations précoces, a présenté la tête d'Hercule, alors que le revers présentait la proue d'une galère. Des monnaies ayant la même valeur ont été émises dans d'autres villes d'Italie centrale, en utilisant un processus de distribution.

## Quadrans frappé républicain
Le quadrans républicain frappé garde sa marque de valeur sous la forme de trois globules. 
Après 90 av. J.-C., lorsque la monnaie en bronze a été réduite au standard semuncial, les quadrans sont devenus la pièce en production de la plus faible valeur. Les émissions locales de quadrans de bronze d'environ 1 gramme se poursuivent au Ier siècle av. J.-C. en Gaule narbonnaise, à Nîmes et Cavaillon, jusqu'à la réforme d'Auguste et au-delà.  

## Quadrans impérial
La mise en place du système monétaire d'Auguste reprend le quadrans, comme menue monnaie de cuivre d'environ 3,1 grammes,. Il n'apparaît que tard dans le système augustéen, pas avant 9 av. J.-C. ou à partir de 7 av. J.-C.. Ils sont produits en grandes quantités avec les as et les semis par les ateliers officiels de Lugdunum et de Rome, et sporadiquement par les ateliers itinérants des légions pour leurs besoins financiers courants jusqu'à l'époque d'Antonin le Pieux. Ainsi Caesaraugusta en Espagne frappe la série sesterce, dupondius, semis et quadrans sous Auguste et Tibère.
Contrairement à d'autres pièces de monnaie datant de l'Empire romain, les quadrans portent rarement l'image de l'empereur. Les émissions locales en Gaule montrent au revers le taureau cornupète, reprise du motif des petits bronzes de MArseille.

Quadrans, période impériale
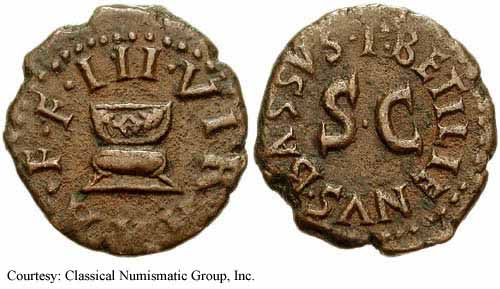
Quadrans d'Auguste, autel et marque S.C.
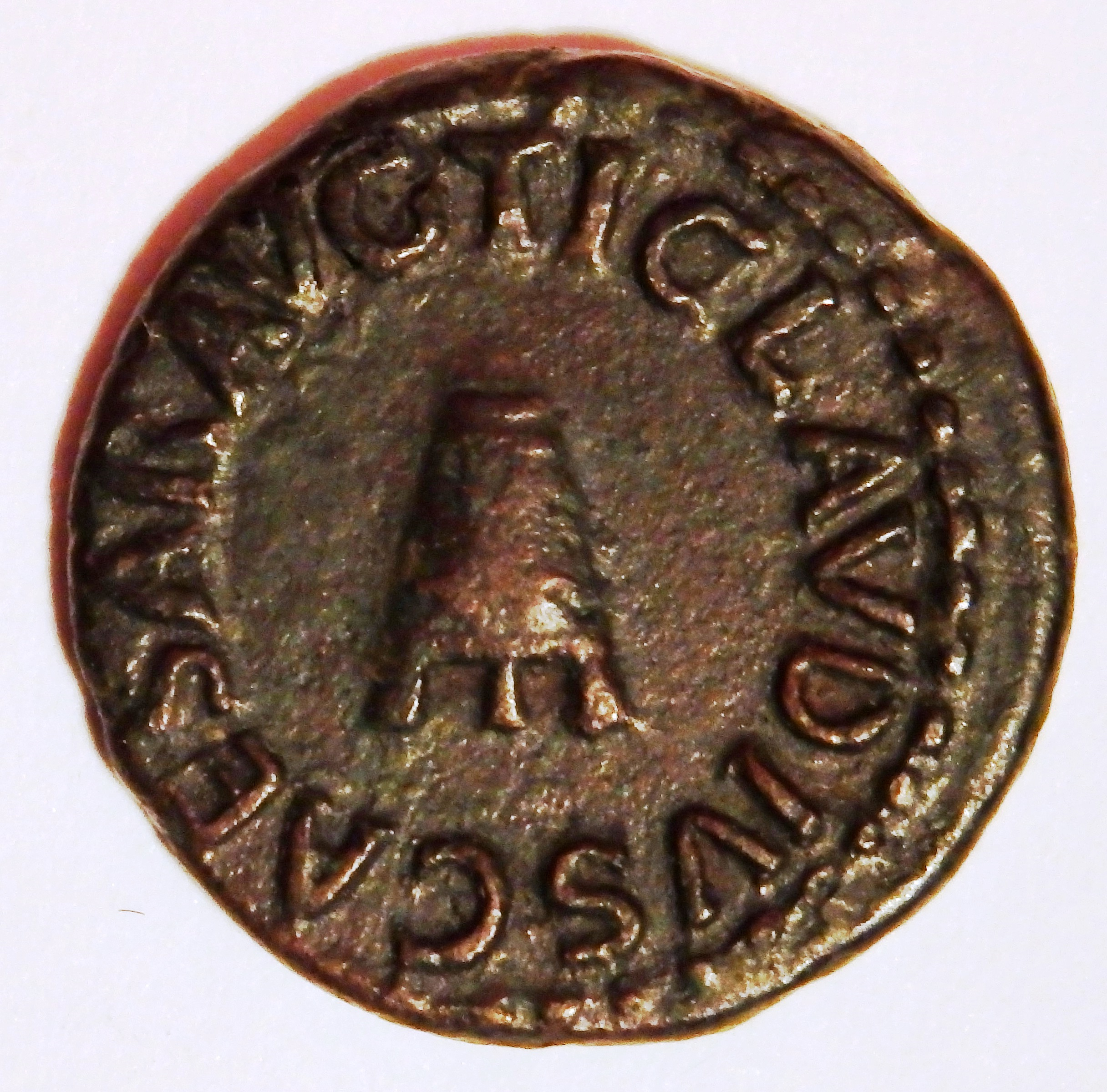
Quadrans de Claude émis en 41, montrant une mesure de blé (modius)
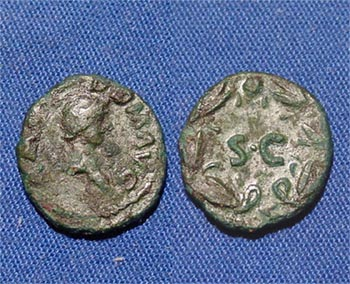
Quadrans de Domitien, Minerve casquée et marque S.C.

## Équivalent oriental
Le mot grec pour les quadrans était κοδράντης (kodrantes), qui a été traduit dans la version de la Bible du Roi Jacques comme "farthing". Dans le Nouveau Testament, une pièce de monnaie égale à la moitié du chalcus attique valait donc environ 3/8 de quadrans. Dans l'évangile de Marc, quand une pauvre veuve a donné deux λεπτα (lepta) au Trésor du Temple, l'évangéliste a noté que cela représentait un seul quadrans.